# International Accounting Standards
Gli International Accounting Standards (in forma di acronimo: IAS) norme per la contabilità sono principi contabili internazionali. Gli IAS, emanati da un gruppo di professionisti  contabili (International Accounting Standards Committee (acronimo IASC)) fin dal 1973, sono stati il primo tentativo di standardizzazione mondiale delle regole contabili. Fino al 2001, lo IASC ha agito come comitato interno all'organizzazione mondiale dei professionisti contabili (International Federation of Accountants (IFAC)) trasformandosi poi in una fondazione privata di diritto statunitense (IASC foundation). All'interno di questa fondazione, l'organo incaricato di emanare i principi contabili è denominato IASB (acronimo di International Accounting Standards Board) e i principi redatti nel 2004 da questo comitato sono denominati norme per la rendicontazione finanziaria IFRS (acronimo di International Financial Reporting Standards). Poiché tali principi coesistono, almeno per ora, con i precedenti IAS, ci si riferisce spesso ai principi internazionali con il termine IAS/IFRS.

## Struttura della IASC foundation
La IASC foundation è composta da quattro organi principali. 
Lo IASB (International Accounting Standards Board) è un comitato di 14 membri che ha sede a Londra e si occupa essenzialmente della stesura dei principi contabili IFRS  e della convergenza dei vari principi contabili nazionali diffusi nel mondo.
L'IFRIC (International Financial Reporting Interpretations Committee) è un comitato che controlla periodicamente l'applicazione dei principi suggerendone la corretta interpretazione e propone il trattamento più appropriato per casi non trattati dai principi stessi.
Il SAC (Standards Advisory Committee) è un comitato consultivo composto da membri di tutto il mondo che si occupa di fare proposte allo IASB e ai Trustees sulle attività da svolgere.
I Trustees sono l'organo amministrativo della fondazione. Composto da 22 membri, il comitato dei trustees nomina i membri dello IASB, dell'IFRIC e del SAC, approva il bilancio della fondazione e ne decide le strategie generali.

## Principi contabili IAS/IFRS nell'Unione Europea
L'apertura agli standard internazionali si è concretizzata nel 2002 con il Regolamento (CE) n. 1606/2002, cui ha fatto seguito il Regolamento (CE) n. 1725/2003 e tutta una serie di altri regolamenti (cosiddetti “omologativi”) emanati per disciplinare l'applicazione concreta degli IAS/IFRS nell'ordinamento comunitario.
In particolare, con il regolamento n. 1606 del 2002 l'Unione europea ha reso obbligatoria l'adozione dei principi internazionali nei bilanci consolidati delle società quotate a partire dal bilancio dell'esercizio in corso al 1º gennaio 2005, nonché per banche e assicurazioni.
L'Italia con successivo decreto legislativo n. 38 del 2005 ha esteso l'obbligo ai bilanci d'esercizio delle stesse società per l'anno 2006 e la facoltà per i soli bilanci consolidati di tutte le altre società a partire dal bilancio dell'esercizio 2005.
I principi contabili IAS/IFRS non vengono immediatamente applicati nell'Unione Europea. Essi subiscono un primo esame di tipo tecnico da parte di un comitato di esperti chiamato EFRAG (un acronimo di European Financial Reporting Advisory Group) e uno di tipo politico da parte di un comitato di rappresentanti dei governi chiamato ARC (Accounting Regulatory Committee). Per la sua omologazione comunitaria, il documento deve inoltre passare al vaglio del neonato Standards Advice Review Group (SARG), nominato con la decisione della Commissione Europea 2007/73/CE, la cui funzione è quella di consigliare la Commissione stessa sull'obiettività e la neutralità dei pareri dell'EFRAG. Superati quindi i controlli, il principio contabile viene approvato con regolamento dai ministri dell'Unione ed acquista immediata efficacia di legge in tutti gli Stati membri.
Al medesimo procedimento sono soggette anche le interpretazioni ufficiali IFRIC.
Finora l'unico principio non completamente approvato dall'Unione Europea è lo IAS 39 che quindi è in vigore solo in parte.

## Principi contabili
Ogni standard ha una specifica funzione. L'elenco che segue riepiloga il significato di ciascuno.
- Ifrs 1 - Pubblicazione: 2003 - Decorrenza: 2004

Prima adozione degli International Financial Reporting Standards 
- Ifrs 2 - Pubblicazione: 2004 - Decorrenza: 2005

Pagamenti basati sulle azioni 
- Ifrs 3 - Rivisto nel: 2004 - Decorrenza: 2007

Aggregazioni di imprese 
- Ifrs 4 - Pubblicazione: 2004 - Decorrenza: 2005

Contratti di assicurazione 
- Ifrs 5 - Pubblicazione: 2004 - Decorrenza: 2005

Attività non ricorrenti destinate alla vendita e attività cessate 
- Ifrs 6 - Pubblicazione: 2005 - Decorrenza: 2006

Diritti di esplorazione e valutazione delle attività minerarie. 
- Ifrs 7 - Pubblicazione: 2005 - Decorrenza: 2007

Strumenti finanziari: informativa di bilancio. 
- Ias 1 - Rivisto nel: 2003 - Decorrenza: 2005

Presentazione del bilancio 
- Ias 2 - Rivisto nel: 2003 - Decorrenza: 2005

Rimanenze 
- Ias 7 - Rivisto nel: 2003 - Decorrenza: 1994

Prospetto dei flussi di cassa (Rendiconto finanziario) 
- Ias 8 - Rivisto nel: 2003 - Decorrenza: 2005

Criteri contabili, cambiamenti di stime ed errori 
- Ias 10 - Rivisto nel: 2003 - Decorrenza: 2005

Fatti intervenuti dopo la data di riferimento del bilancio 
- Ias 11 - Rivisto nel: 2003 - Decorrenza: 1995

Contratti di costruzione (Commesse a lungo termine) 
- Ias 12 - Rivisto nel: 2003 - Decorrenza: 1998

Contabilizzazione delle imposte sul reddito. 
- Ias 14 - Rivisto nel: 2003 - Decorrenza: 1998

Informazioni settoriali. 
- Ias 15 -

Informazioni relative agli effetti delle variazioni dei prezzi
- Ias 16 - Rivisto nel: 2003 - Decorrenza: 2005

Immobilizzazioni tecniche. 
- Ias 17 - Rivisto nel: 2003 - Decorrenza: 2005

Locazioni. 
- Ias 18 - Rivisto nel: 2003 - Decorrenza: 1995

Ricavi. 
- Ias 19 - Rivisto nel: 2003 - Decorrenza: 1999

Benefici per i dipendenti.  
- Ias 20 - Decorrenza: 1984

Contabilizzazione dei contributi pubblici e menzione degli aiuti pubblici. 
- Ias 21 - Rivisto nel: 2003 - Decorrenza: 2005

Effetti di variazioni nei tassi di cambio. 
- Ias 23 - Rivisto nel: 2003 - Decorrenza: 1995

Oneri finanziari. 
- Ias 24 - Pubblicazione: 2003 - Decorrenza: 2005

Informazioni sulle entità correlate. 
- Ias 26 - Decorrenza: 1988

Contabilizzazione per la redazione dei rendiconti dei fondi pensione. 
- Ias 27 - Rivisto nel: 2003 - Decorrenza: 2005

Bilanci consolidati e bilanci separati. 
- Ias 28 - Rivisto nel: 2003 - Decorrenza: 2005

Contabilizzazione delle partecipazioni in società collegate. 
- Ias 29 - Decorrenza: 1990

Il bilancio in economie in elevata inflazione. 
- Ias 30 - Decorrenza: 1991

Informativa richiesta nei bilanci di banche e istituti finanziari similari. (abrogato dall'IFRS 7)
- Ias 31 - Rivisto nel: 2003 - Decorrenza: 2005

Partecipazioni in joint venture. 
- Ias 32 - Rivisto nel: 2004 - Decorrenza: 2005

Strumenti finanziari: informazione e presentazione. 
(L'IFRS 7 ha abrogato i paragrafi dal 51 al 95 dello IAS 32 che si occupavano di informazioni integrative sugli strumenti finanziari)
- Ias 33 - Rivisto nel: 2003 - Decorrenza: 2005

Utili per azione. 
- Ias 34 - Rivisto nel: 2003 - Decorrenza: 1999

Bilanci a data intermedia. 
- Ias 36 - Rivisto nel: 2004 - Decorrenza: 2004

Perdita di valore delle attività. 
- Ias 37 - Rivisto nel: 2003 - Decorrenza: 1999

Accantonamenti, passività potenziali ed attività potenziali. 
- Ias 38 - Rivisto nel: 2004 - Decorrenza: 2004

Attività immateriali. 
- Ias 39 - Rivisto nel: 2004 - Decorrenza: 2005

Strumenti finanziari: contabilizzazione e valutazione. 
- Ias 40 - Rivisto nel: 2003 - Decorrenza: 2005

Investimenti in immobili. 
- Ias 41 - Rivisto nel: 2003 - Decorrenza: 2003

Agricoltura.

## Critiche
Le nuove norme per la rendicontazione finanziaria sono state criticate nel modo in quanto redatte da organi privati, e nella sostanza in quanto ritenute riduttive del concetto complessivo operativo dell'impresa a mera merce frazionabile a seconda delle valutazioni del mercato.